# Jeep (zespół muzyczny)
Jeep – polski zespół rockowy, powstały 5 lutego 1981 roku w Gdańsku. 

## Historia
W początkach działalności, grupa nosiła nazwę „Pick-Up”, a w jej skład wchodzili: Zdzisław „Bizon” Kowalski (śpiew), Marek Grand (eks-LSD; gitara akustyczna), Adam Kozakiewicz (gitara), Paweł Markowski (gitara), Marek Zienkowski (gitara basowa) i Jacek Fuss (perkusja). W marcu 1981 roku zespół zwyciężył w regionalnym przeglądzie Muzyki Młodej Generacji w Gdańsku, dzięki czemu w maju miał możliwość wystąpienia na Festiwalu w Jarocinie, zajmując III miejsce (I miejsce zajęło TSA, II miejsce zajęło LSD) i w nagrodę, biorąc udział w koncercie galowym przeglądu obok zespołów: Perfect, Kasa Chorych i Dżem.
Kolejne ważne koncerty to udział w Międzynarodowych Konfrontacjach Muzycznych „Pop Session” i występ na łódzkim Rockowisku. W lipcu 1981 roku (inne źródła podają, że w czerwcu 1982 r.) odchodzą Markowski i Grand, zaś do grupy dołącza były gitarzysta zespołu Mietek Blues Band Antoni Degutis, a Pick-Up zmienia nazwę na Jeep. Zespół działał pod patronatem łódzkiego oddziału Polskiego Stowarzyszenia Jazzowego (PSJ). W roku 1982 zespół koncertował w województwach: krakowskim, nowosądeckim, łódzkim, gdańskim, elbląskim, kieleckim i wrocławskim. We wrześniu 1982 roku uczestniczył w bezkonkursowym festiwalu Kart Rock w Jeleniej Górze, zaś w listopadzie po raz kolejny występuje na festiwalu Rockowisko. Muzykę od początku istnienia zespołu pisali jego członkowie, zaś autorką tekstów była głównie Anna Sawicka, twórczyni słów m.in. do piosenki Leniwe sny z rep. Kombi. 
W latach 1981–1982 Jeep zarejestrował swoje utwory podczas czterech sesji nagraniowych w studiach PR Gdańsk (1981 – m.in. Pick-Up i W obłokach) i PR Opole. Piosenki nagrane we wrześniu 1982 roku w Opolu, tj. Otwórz drzwi i Trzeci wariant romansu znalazły się na Liście Przebojów Programu I PR. Drugi utwór był skutecznie lansowany przez redakcję audycji Lata z Radiem i śląski tygodnik Panorama. W audycji Zapraszamy do Trójki emitowano również utwór pt. 40° C w cieniu, zaś w TVP pojawiła się jako propozycja do Listy Przebojów, piosenka pt. Patrzcie na mnie (muz. Z. Kozakiewicz – sł. A. Sawicka). We wrześniu 1982 r. zespół wystąpił z recitalem w programie TVP3 Gdańsk oraz jako reprezentant tego ośrodka zajął I miejsce w plebiscycie telewizyjnym pt. Najlepszy z ośmiu. W grudniu tegoż roku zawiesił działalność. 
Wznowił ją dopiero w marcu 1984 roku, rozpoczynając próby w Spółdzielczym Domu Kultury Gedania i przygotowując nowy repertuar w składzie: Zdzisław Kowalski (śpiew), Adam Kozakiewicz (gitara), Sławomir Walasiewicz (gitara), Wojciech Marszałek (gitara basowa) i Piko (perkusja). W kwietniu 1984 roku Jeep wystąpił w sopockim klubie studenckim „Łajba” w audycji Zapraszamy do Trójki, zaś 30 czerwca dał koncert w Sali Widowiskowej NOT w Gdańsku. W pierwszej połowie lipca 1984 r. dokonał rejestracji nowych nagrań w krakowskim Teatrze STU. Utwory zespołu Jeep były lansowane w tym okresie m.in.  przez Programie III PR i TVP2 (m.in. Grzesznica). 
Również z 1984 roku pochodzi sesja zdjęciowa grupy, stojącej i siedzącej na samochodzie typu gazik wśród morskich fal. W efekcie zdjęcie lub plakat zespołu pojawiło się w czasopismach: Wybrzeże, Zarzewie, Nowa Wieś, Dziennik Ludowy i Na Przełaj, zaś karykatura w Karuzeli. W tym samym roku nakładem Tonpressu ukazał się singiel Grzesznica / Fart (S-515). Fanklub zespołu Jeep mieścił się przy ul. Opolskiej 3 w Gdańsku.